# 海士有木
海士有木（あまありき）は、千葉県市原市の三和地区にある大字。市原市役所三和支所が置かれている。郵便番号は290-0207。

## 概要
北西部は海士有木駅を中心として建物が点在する地域で、北東部は北西部ほどではないが住宅が点在している。南部は水田地帯となっている。

## 地理
北に海士有木駅や千葉県道292号犬成海士有木線があり、南に上総三又駅や千葉県道13号市原茂原線がある。北は山倉、東は福増、西は大坪や相川、南は山田と接する。

## 地価
2017年の公示地価によると、千葉県市原市海士有木字司馬農1677番7外で25,600(円/m2)である。

## 世帯数と人口
2017年（平成29年）11月1日現在の世帯数と人口は以下の通りである。
| 町丁字   | 世帯数  | 人口    |
| -------- | ------- | ------- |
| 海士有木 | 533世帯 | 1,241人 |

## 通学区域
市立小学校・市立中学校及び県立高等学校の通学区域は以下の通りである。
| 町丁字   | 番地 | 小学校             | 中学校             | 県立高校 |
| -------- | ---- | ------------------ | ------------------ | -------- |
| 海士有木 | 全域 | 市原市立市西小学校 | 市原市立三和中学校 | 第9学区  |

## 施設
- 市原市立市西小学校
- 市原市立三和保育所
- 市原市役所三和支所
- 市原市立三和コミュニティーセンター
- 市原市三和保健福祉センター

## 交通

### 鉄道
小湊鉄道小湊鉄道線海士有木駅、上総三又駅

### バス
運行会社は小湊バス
| 系統 | 経由       | 行き先       |
| ---- | ---------- | ------------ |
| 八26 | 市原市役所 | 八幡宿駅西口 |

### 道路
- 国道297号線（通称・大多喜街道）[8]
- 千葉県道13号市原茂原線
- 千葉県道292号犬成海士有木線